# Luchtmacht (Bundesheer)
De Oostenrijkse luchtmacht is onderdeel van het Oostenrijkse Bondsleger. Er zijn 3.500 man lid, waarvan ongeveer driekwart dienstplichtigen zijn.